# هنريتا غودمان
هنريتا غودمان (بالإنجليزية: Henrietta Goodman)‏ هي كاتِبة وشاعرة أمريكية، ولدت في 1970.